# Almonaster la Real
Almonaster la Real is een gemeente in de Spaanse provincie Huelva in de regio Andalusië met een oppervlakte van 321 km². In 2007 telde Almonaster la Real 1831 inwoners.

## Mezquita
Het opmerkelijkste gebouw is de burcht op een heuvel aan de rand van Almonaster la Real, waarin zich een voormalige moskee (mezquita) uit de 10de eeuw  bevindt. Op deze plek stond oorspronkelijk een Romeins heiligdom en vanaf de 5de eeuw een Visigotische basiliek. Na de verovering van het gebied door de moslims in het eerste kwart van de 8ste eeuw, werd de basiliek gesloopt en is – met gebruikmaking van de vrijgekomen bouwmaterialen – op dezelfde plek een burcht gebouwd, met daarin een moskee. Dit is vermoedelijk in de eerste helft van de 10de eeuw gebeurd. Na de herovering door de christenen (Reconquista) in de 13de eeuw werd de moskee opnieuw een kerk. Ondanks inwendige verbouwingen in de 15de-16de eeuw en de bouw van een kerktoren, is de structuur van de moskee tot op heden vrij goed behouden. Zodoende is het een van de weinige bewaarde voorbeelden van moslimarchitectuur in dit deel van Spanje. Het gebouw is een beschermd monument en is in 1975 gerestaureerd.

## Fotogalerij

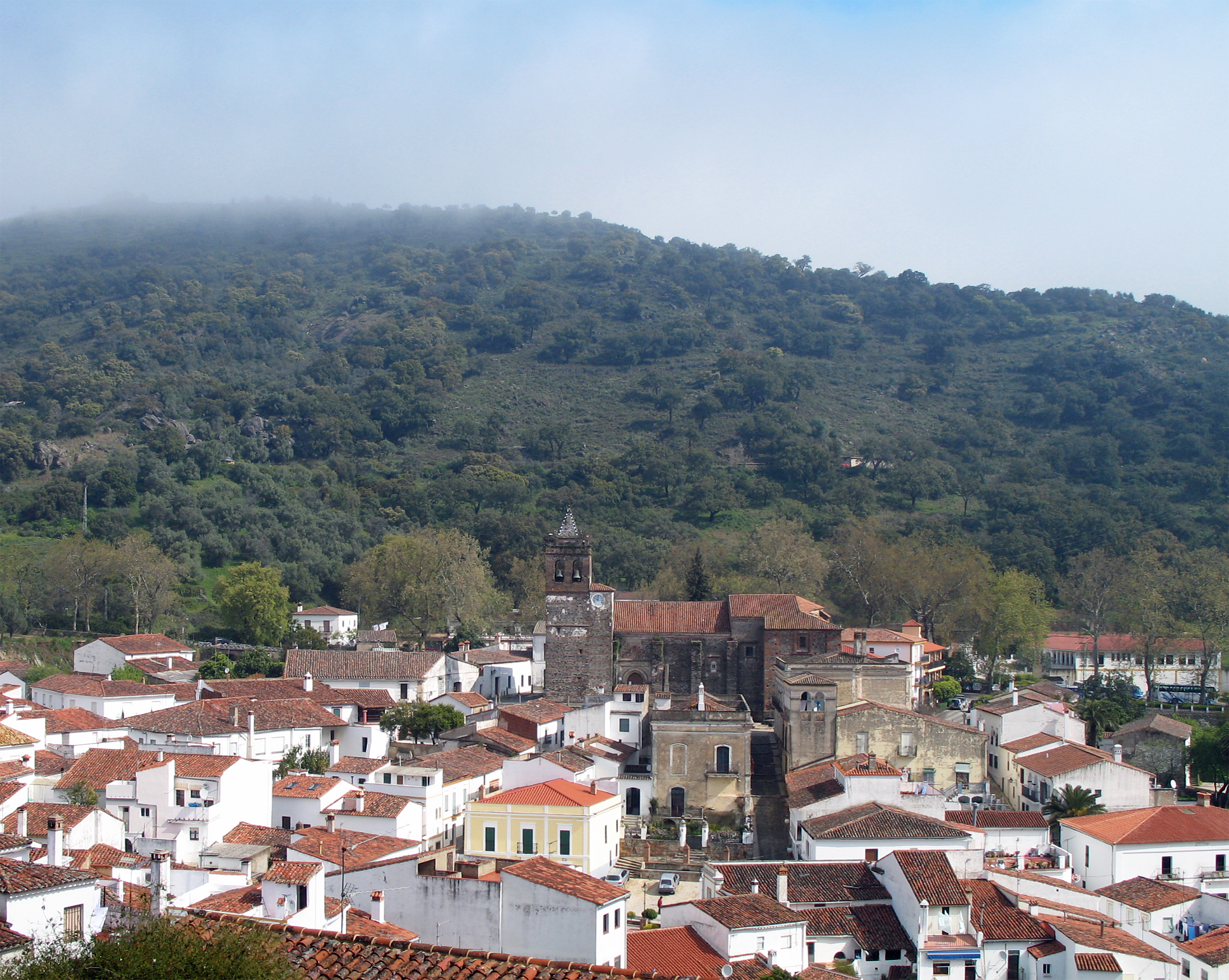
Panorama van de gemeente
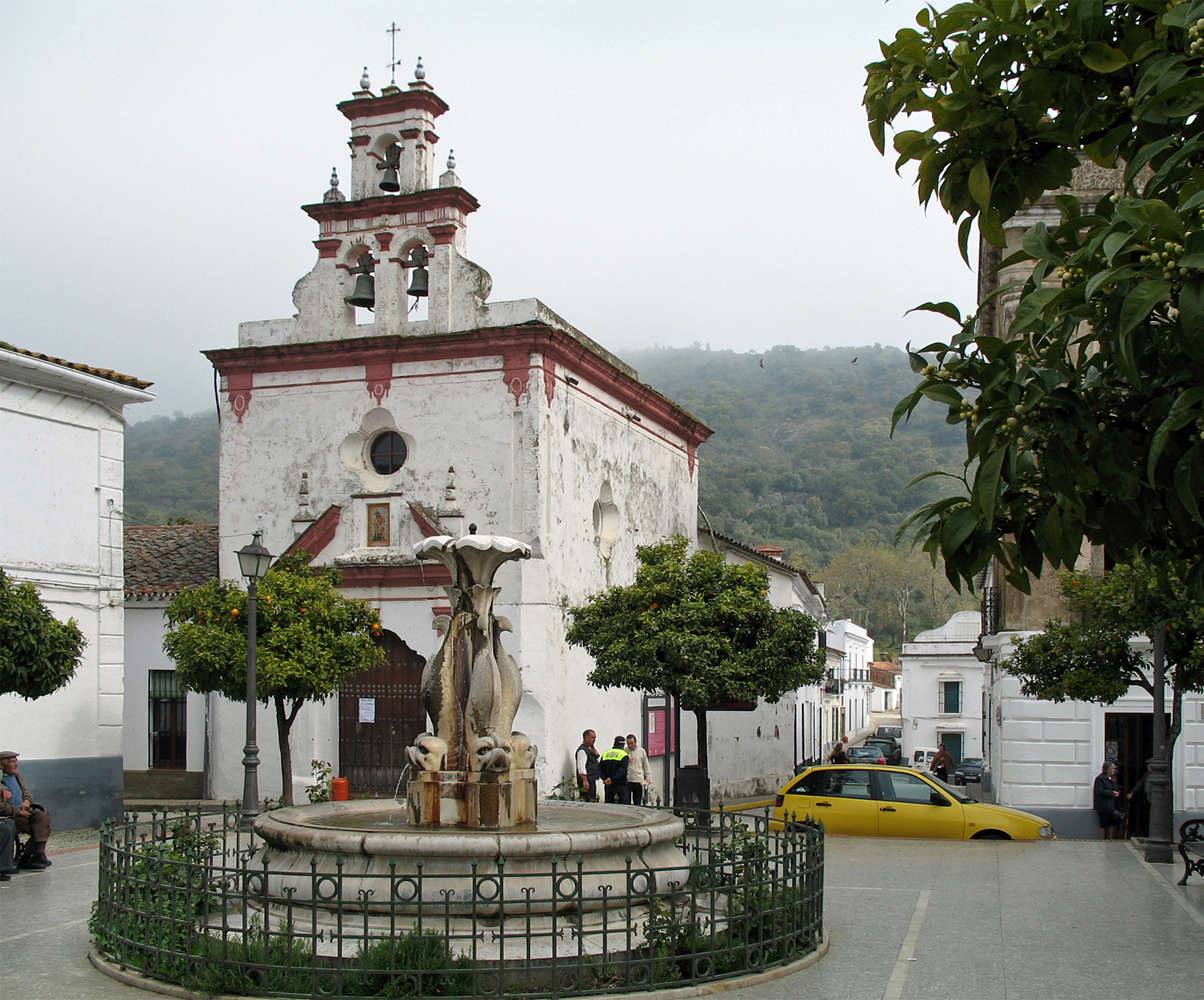
Kapel Ermita de la Trinidad in het centrum
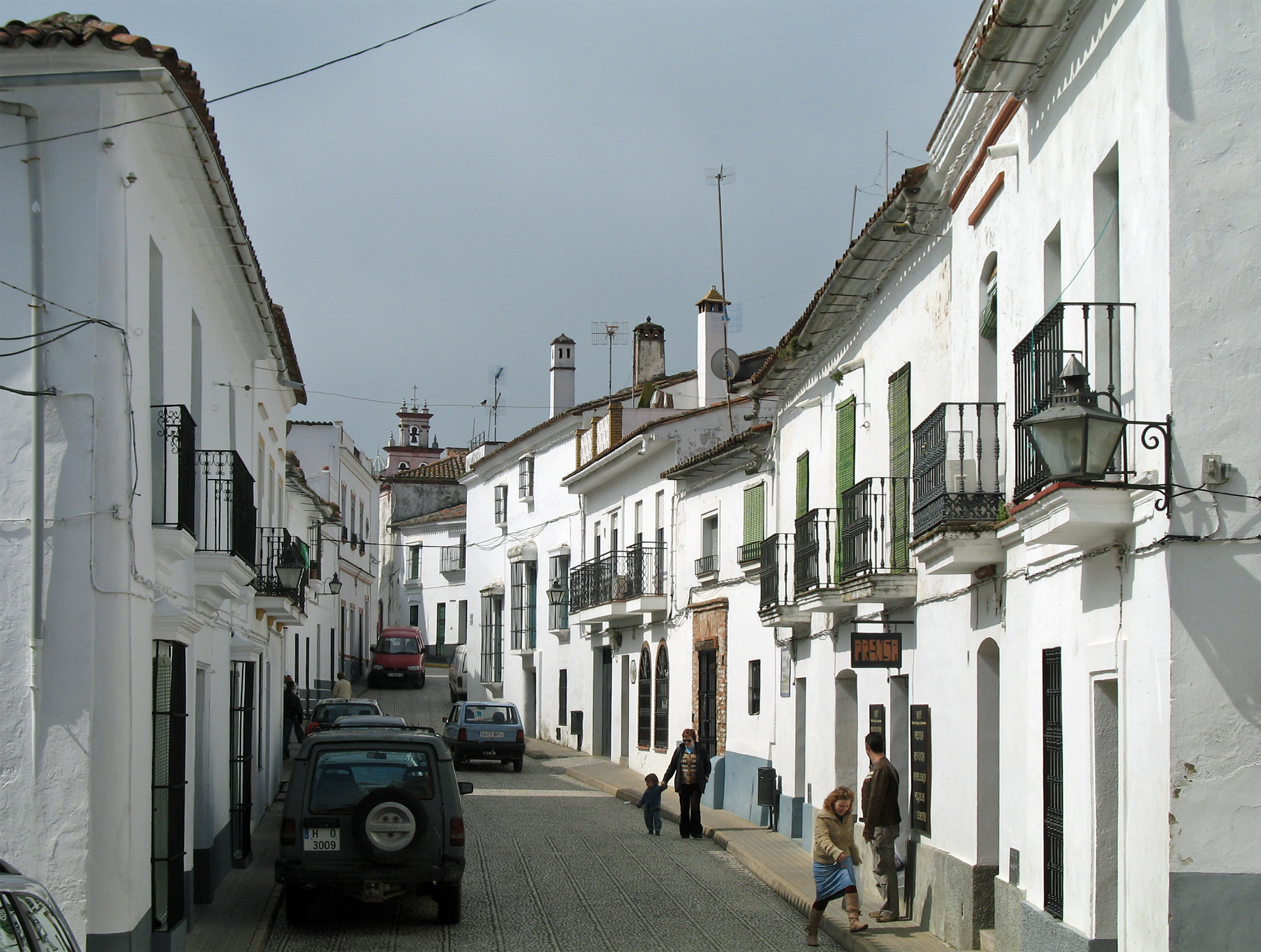
Straat in Almonaster la Real
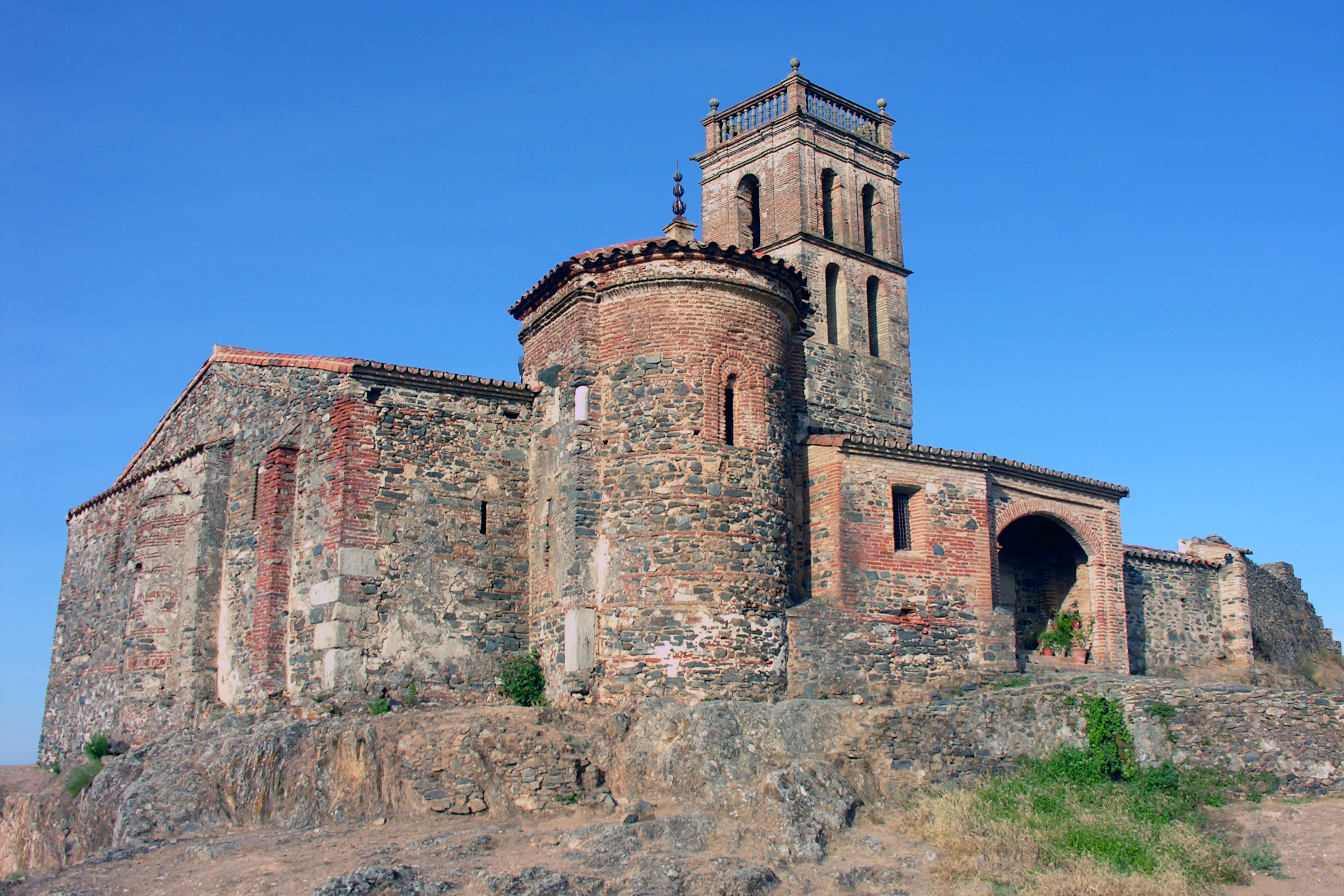
Burcht en mezquita: buitenzicht
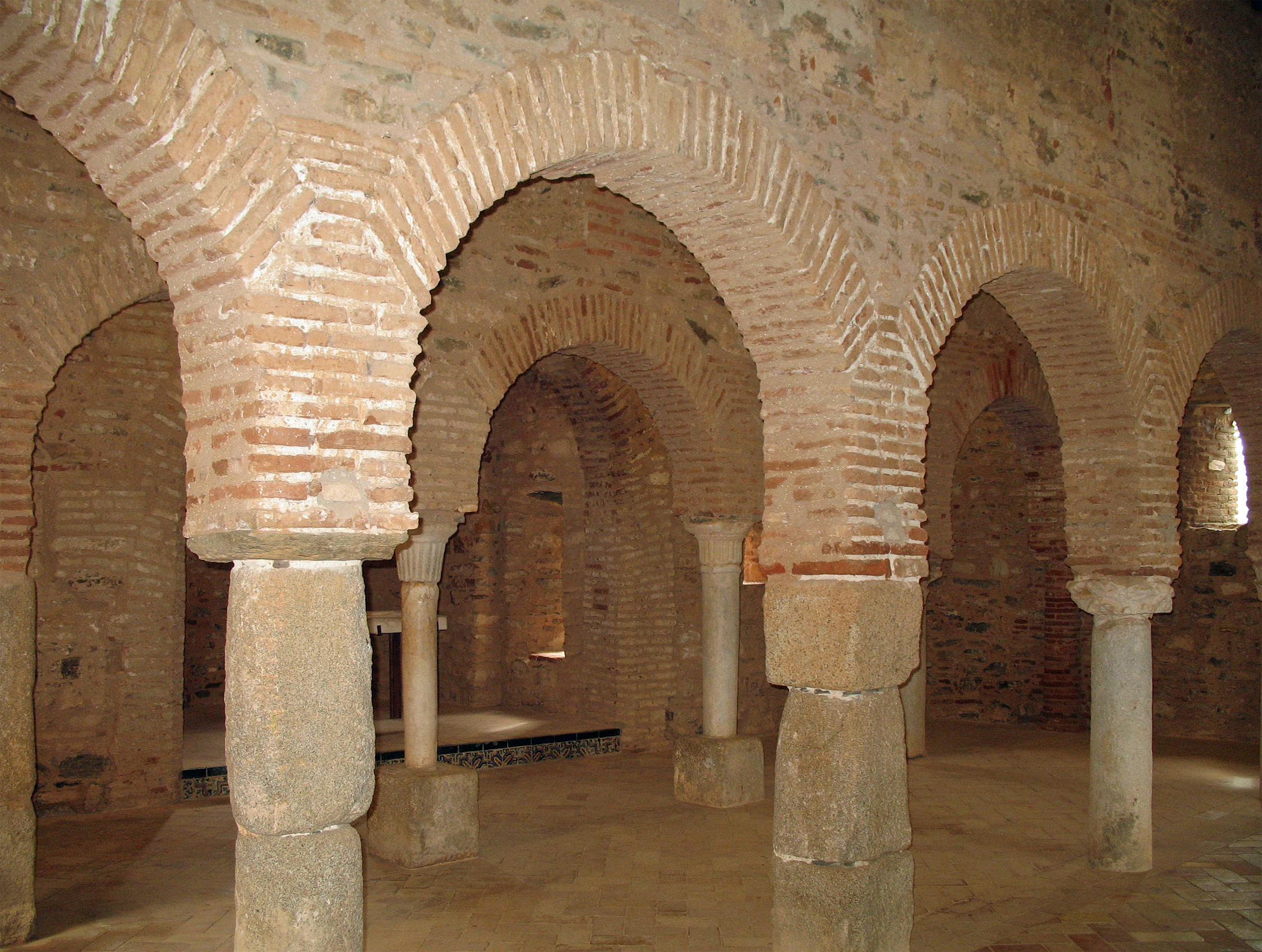
Mezquita: binnenzicht